# خط ۵ متروی پاریس
خط ۵ متروی پاریس (انگلیسی: Paris Métro Line 5) یکی از خطوط متروی پاریس است.
این خط که در سال ۱۹۰۶ تأسیس شده دارای ۲۲ ایستگاه و ۱۴٫۶ کیلومتر طول می‌باشد.

## نگارخانه

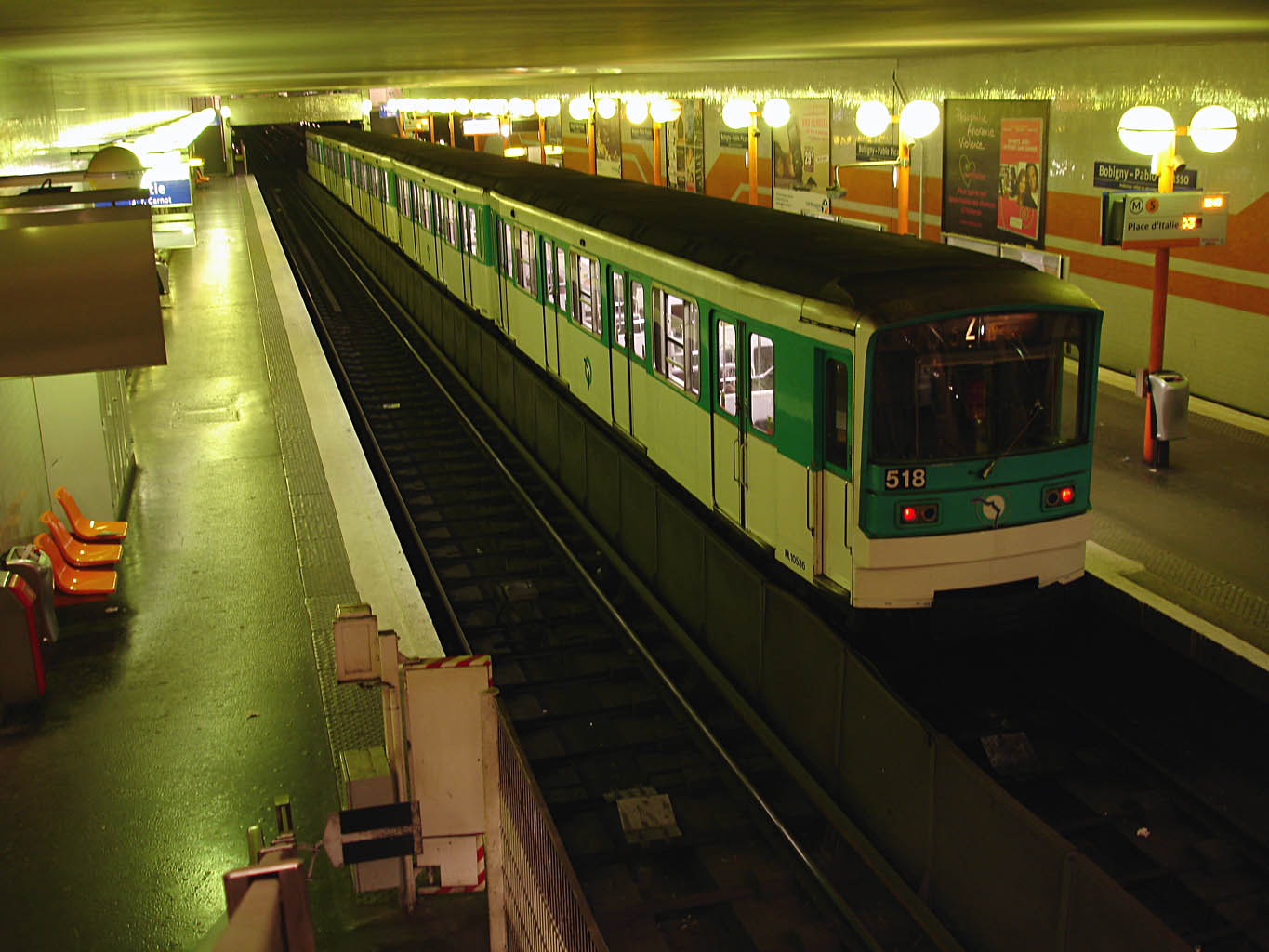
Bobigny – Pablo Picasso
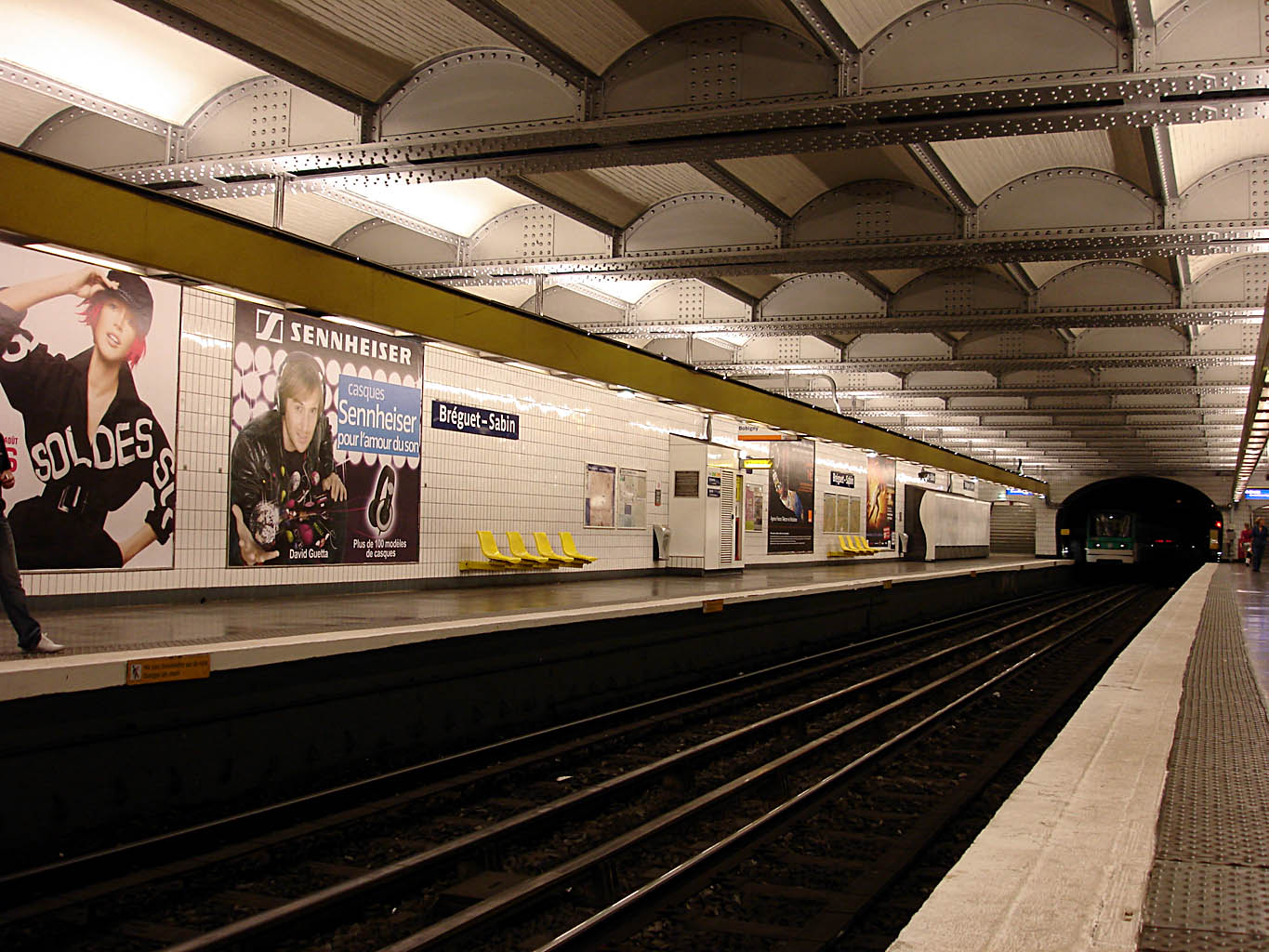
Bréguet – Sabin
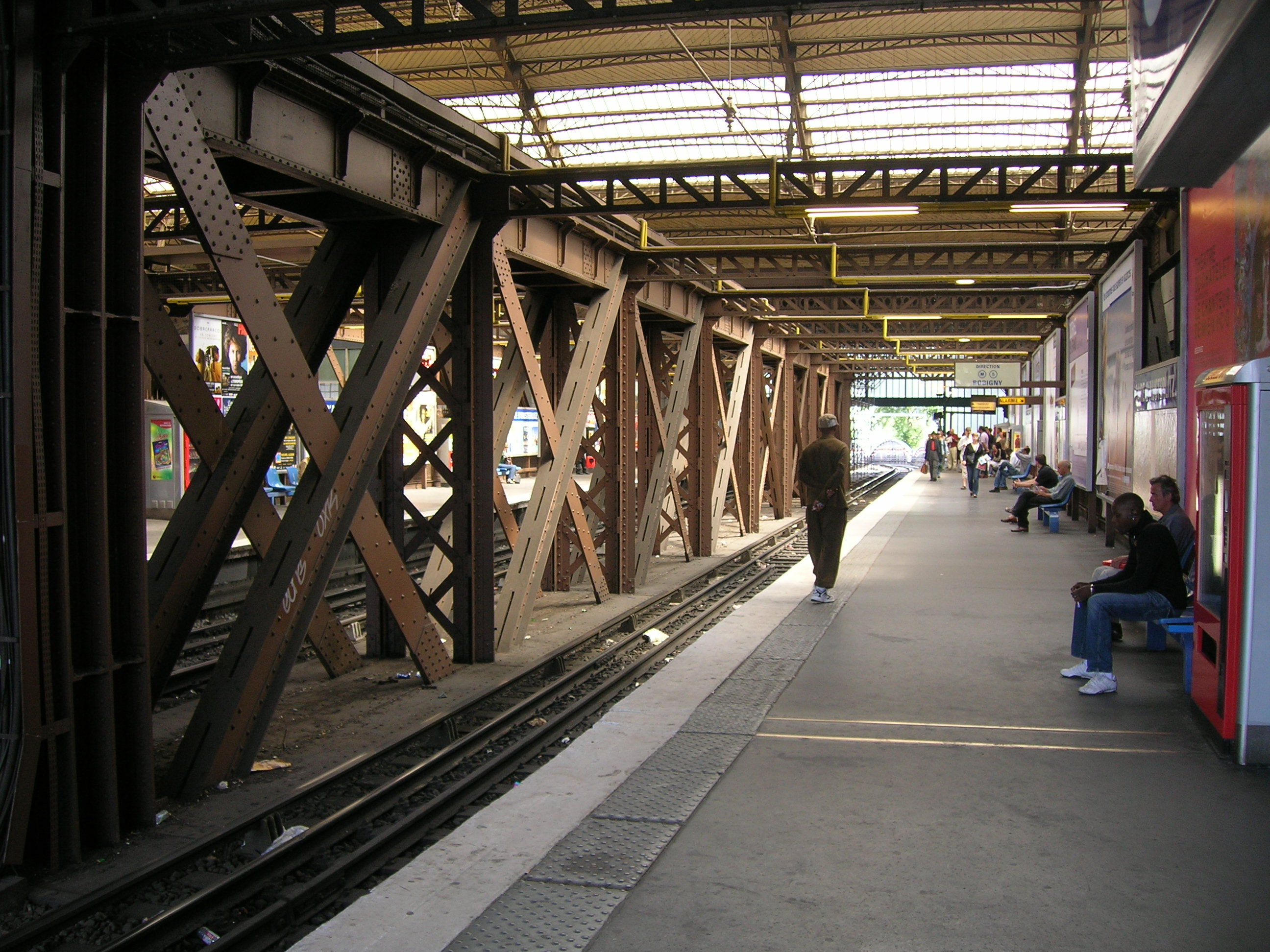
Gare d'Austerlitz
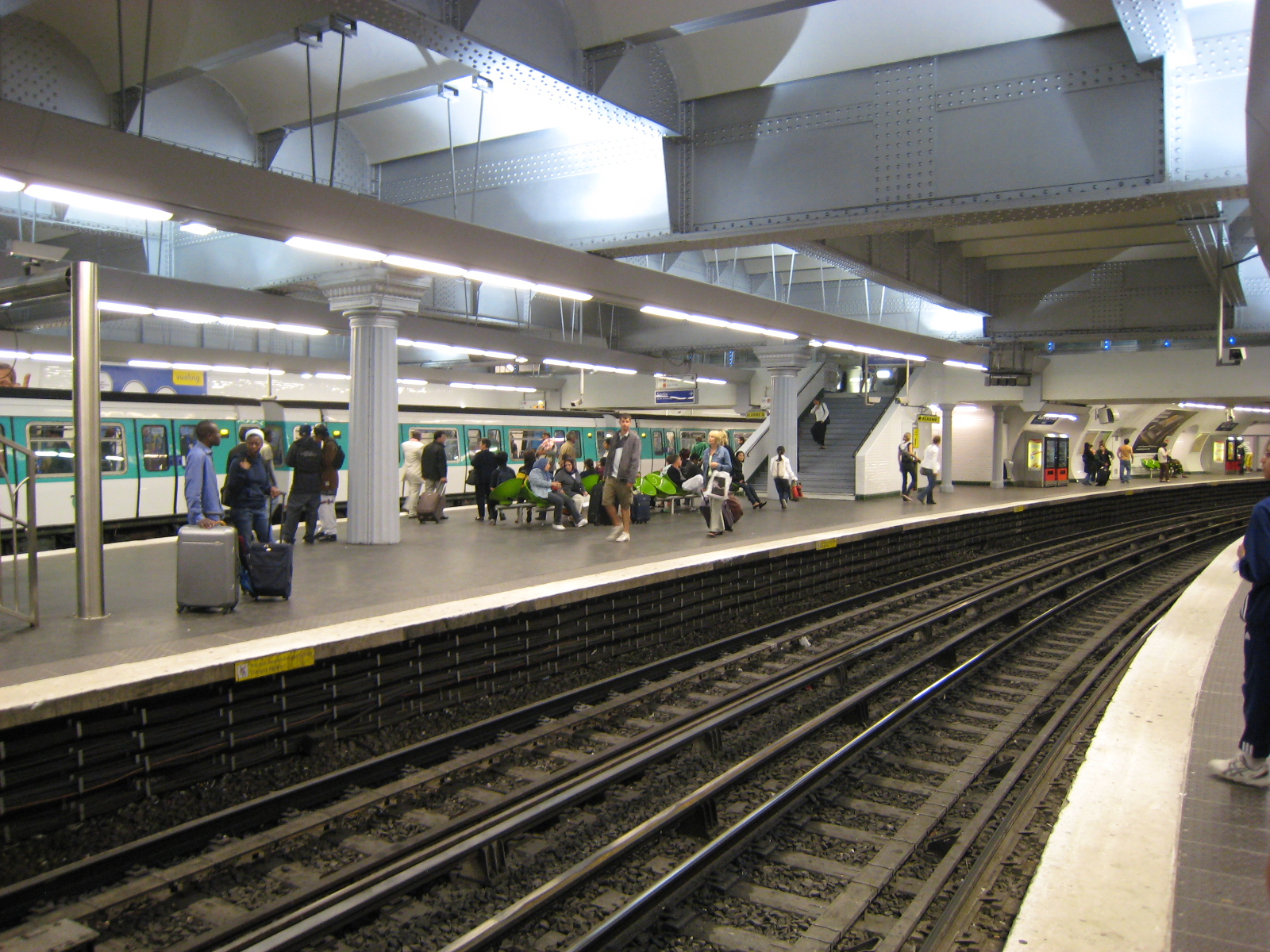
Gare de l'Est
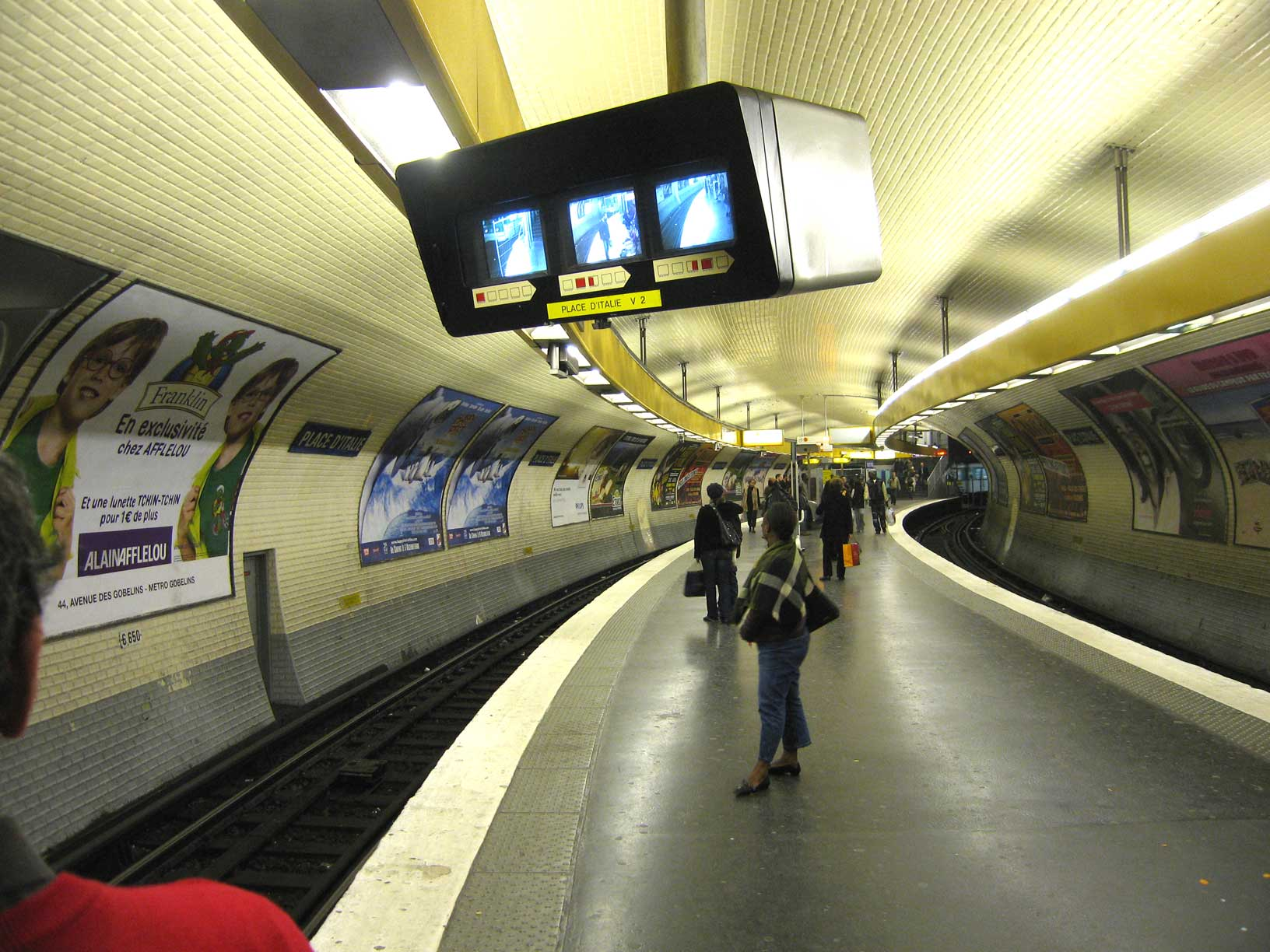
Place d'Italie
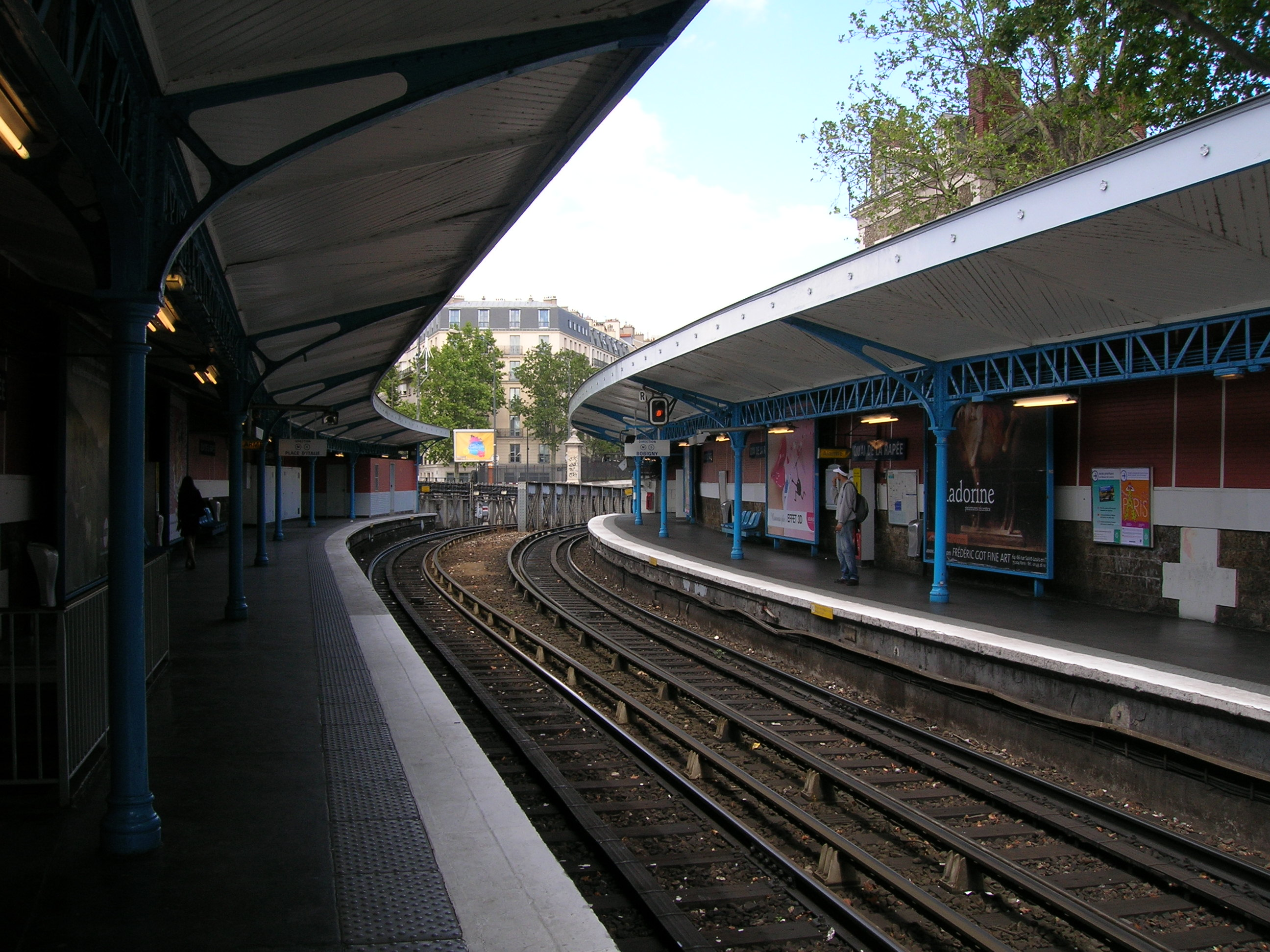
Quai de la Rapée
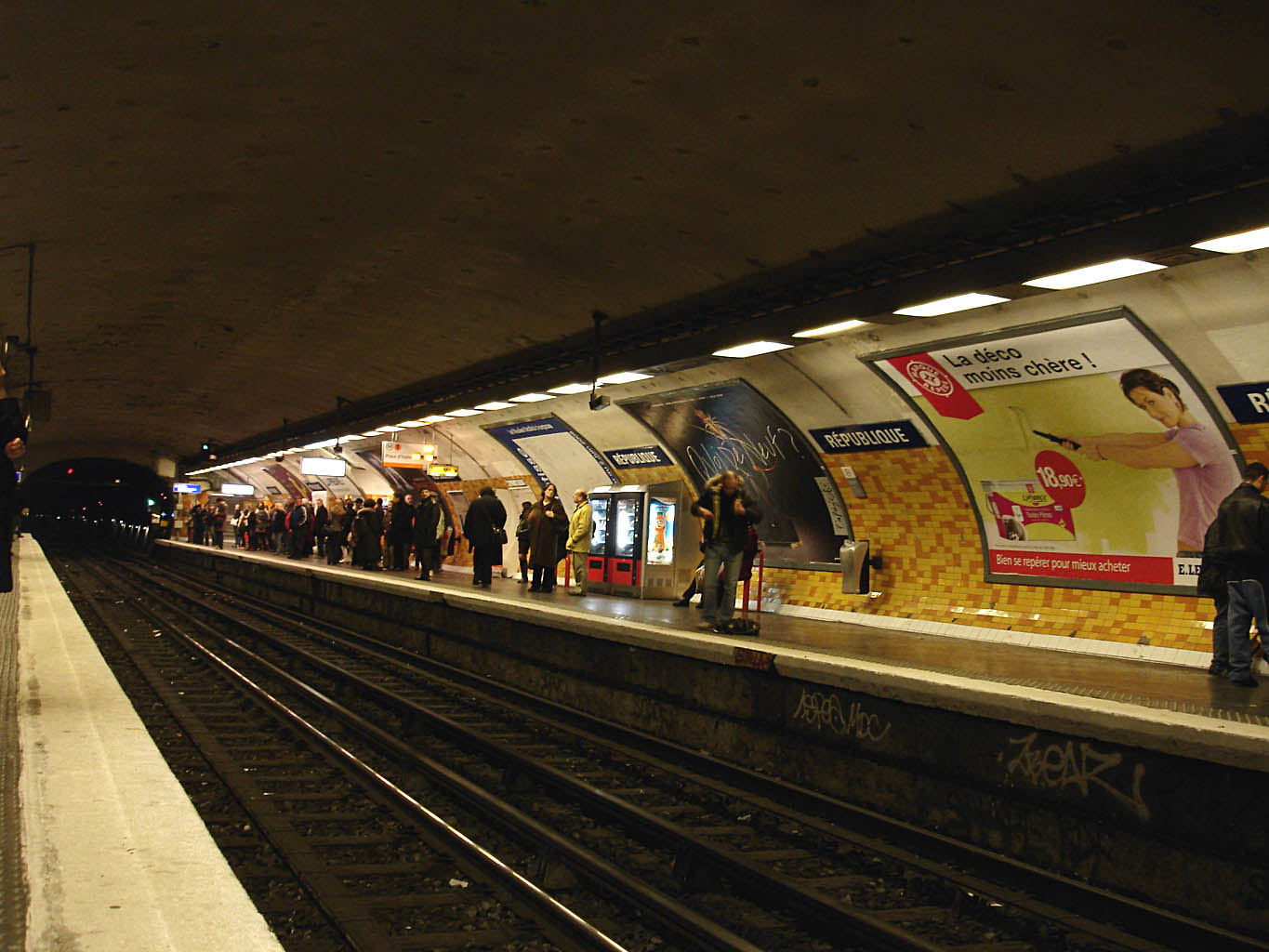
République
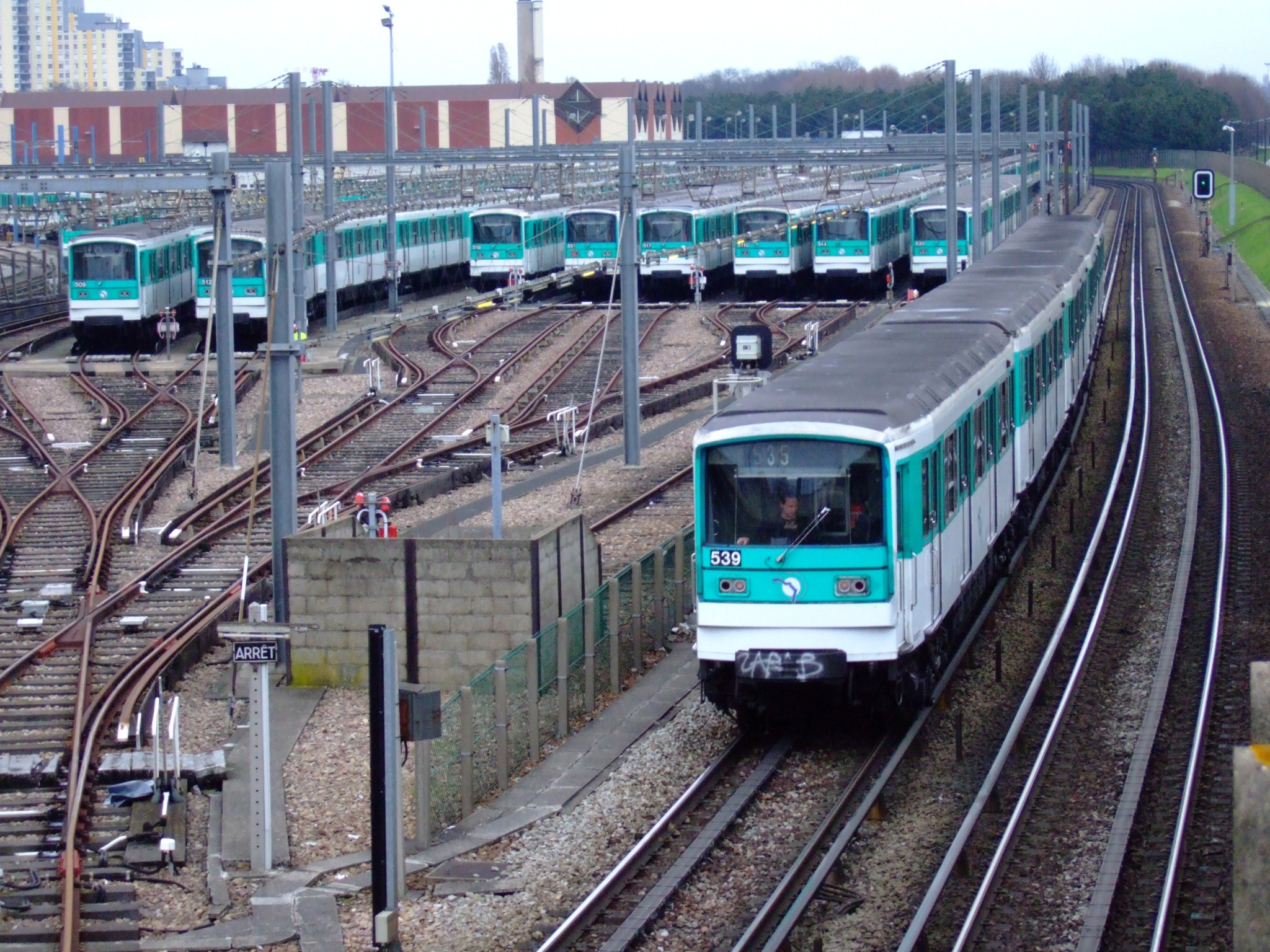
MF 67 trains at Bobigny depot.
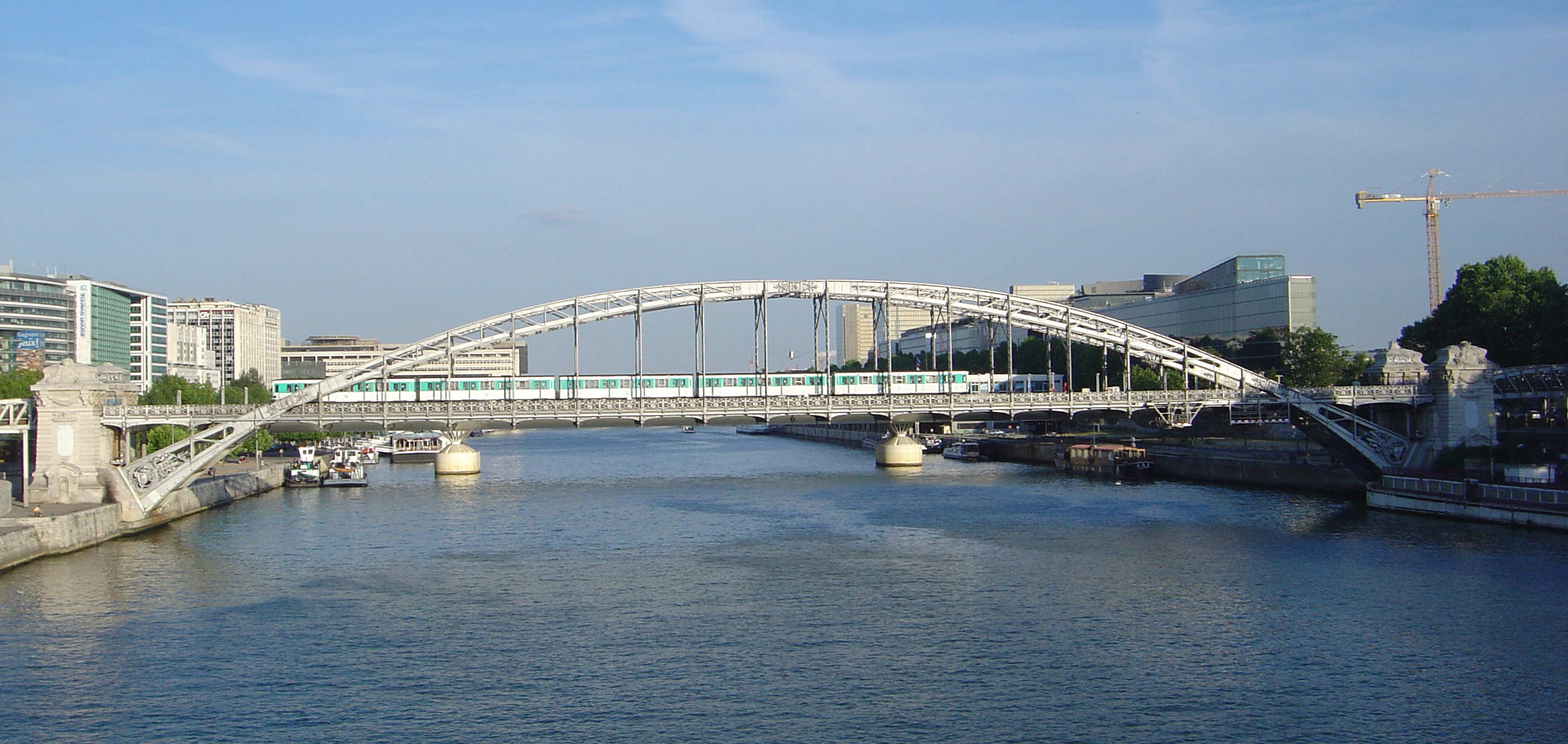
MF 67 train on Viaduc d'Austerlitz.
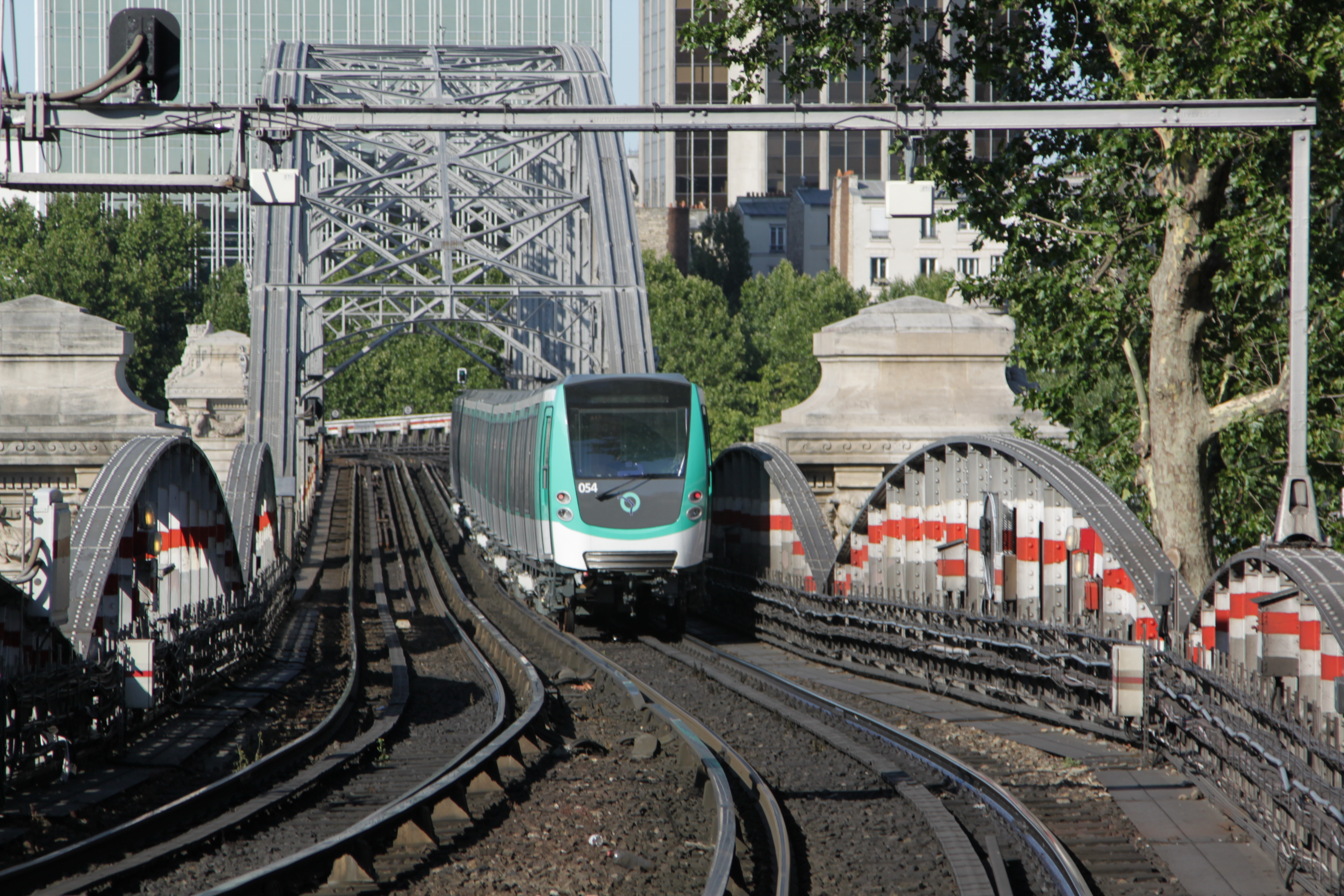
New MF 2000 stock train.